# Bellonella molokaiensis
Bellonella molokaiensis is een zachte koraalsoort uit de familie Alcyoniidae. De koraalsoort komt uit het geslacht Bellonella. Bellonella molokaiensis werd in 1988 voor het eerst wetenschappelijk beschreven door Verseveldt & Bayer. 